# Dicerca berolinensis
Dicerca berolinensis es una especie de escarabajo del género Dicerca, familia Buprestidae. Fue descrita científicamente por Herbst en 1779.

## Distribución geográfica
Habita en la región paleártica.